# Лях, Максим Сергеевич
Максим Сергеевич Лях (укр. Максим Сергійович Лях, позывной — Фрост; 23 декабря 1999, Топила — 5 мая 2023, Бахмут) — украинский военнослужащий, солдат, участник российско-украинской войны. Герой Украины (2023, посмертно).

## Биография
Родился 23 декабря 1999 года в селе Топила Днепропетровской области. Родители, Лилия и Сергей Лях, активно занимались волонтёрской деятельностью, помогая Вооружённым силам Украины и гражданским с начала войны на Донбассе.
Максим учился в Запорожской специализированной школе-интернате «Сечевой коллегиум», затем продолжил образование в Украине и Польше. Также проходил обучение в академии ШАГ по направлению IT-технологий. Срочную службу не проходил.
После начала полномасштабного вторжения России в Украину 24 февраля 2022 года, Максим вместе с младшим братом Иваном (18 лет) обратился в территориальный центр комплектования, однако им отказали из-за отсутствия военного опыта. Братья прошли подготовку в Добровольческом украинском корпусе «Правый сектор», а в ноябре 2022 года были зачислены в новосформированную 67-ю отдельную механизированную бригаду Сухопутных войск Вооружённых сил Украины.
Они участвовали в боях в районе города Кременная Североводецкого района Луганской области, а затем на Бахмутском направлении.
Во время тяжёлых боёв за Бахмут Максим спас своего тяжело раненого младшего брата, вытащив его из-под обстрела и оказав первую медицинскую помощь. После этого он вернулся на позиции и продолжил оборону, хотя мог бы покинуть их вместе с братом.
Максим Лях погиб 5 мая 2023 года в Бахмуте. Похоронен 9 мая 2023 года в родном селе.

## Награды
- Звание «Герой Украины» с удостоением ордена «Золотая Звезда» (29 сентября 2023, посмертно) — за личное мужество и героизм, проявленные в защите государственного суверенитета и территориальной целостности Украины, верность военной присяге.